# Bandera de la provincia de Tierra del Fuego, Antártida e Islas del Atlántico Sur
La bandera de Tierra del Fuego, Antártida e Islas del Atlántico Sur es la bandera oficial de la provincia argentina homónima, fue adoptada en 1999 luego de un concurso público.

## Características
Se compone de tres partes, una naranja, otra azul y una franja blanca, en forma de albatros, que divide las dos anteriores. La sección naranja simboliza al fuego que da el nombre y es una representación estilizada del contorno del sector argentino de la Isla Grande de Tierra del Fuego, mientras que la azul representa el mar que rodea la isla y al cielo, por medio de la Cruz del Sur, cuyas estrellas también representan a las Islas del Atlántico Sur reclamadas por Argentina. El albatros es parte de la fauna local, y su vuelo representa la libertad.
Cabe destacar que también es la bandera oficial según Argentina de las Islas Malvinas, de las Georgias del Sur y Sandwich del Sur de acuerdo con el reclamo argentino, así como de la Antártida Argentina, ya que ambas jurisdicciones forman parte de la provincia.

## Imágenes

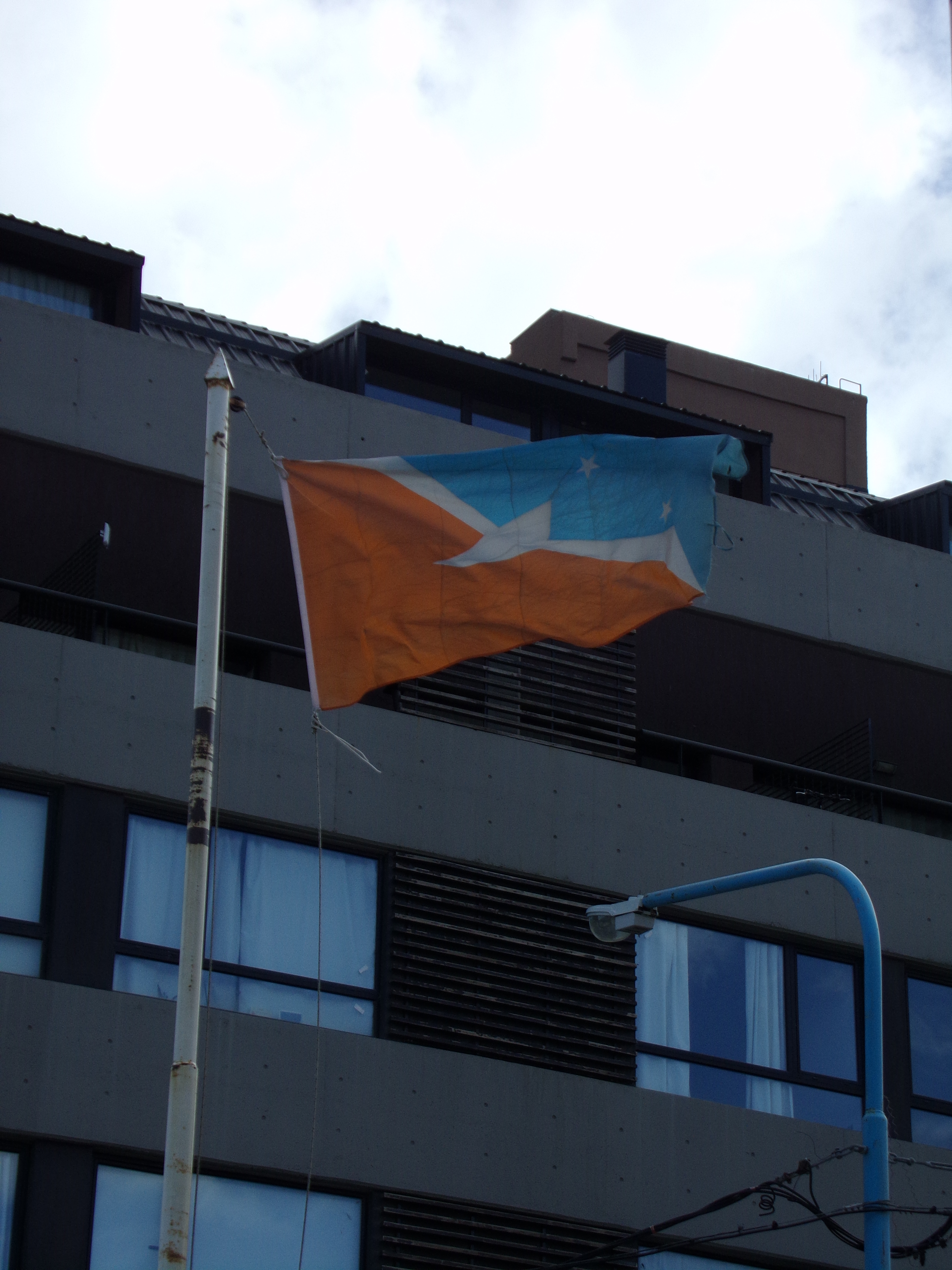
Bandera en el Museo del Fin del Mundo.
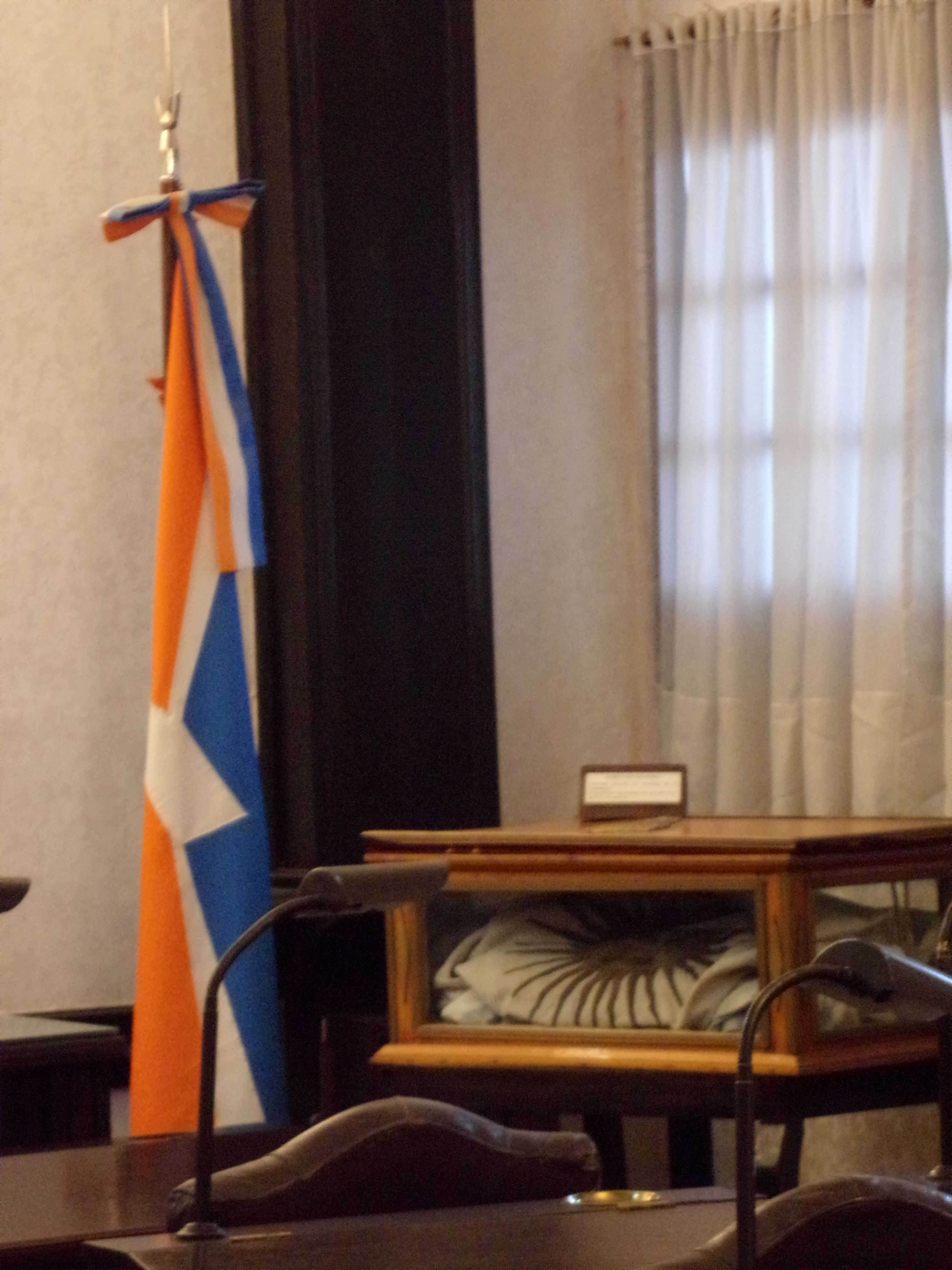
Bandera en la antigua sede de la legislatura del Territorio Nacional en la Ex Casa de Gobierno de Tierra del Fuego.
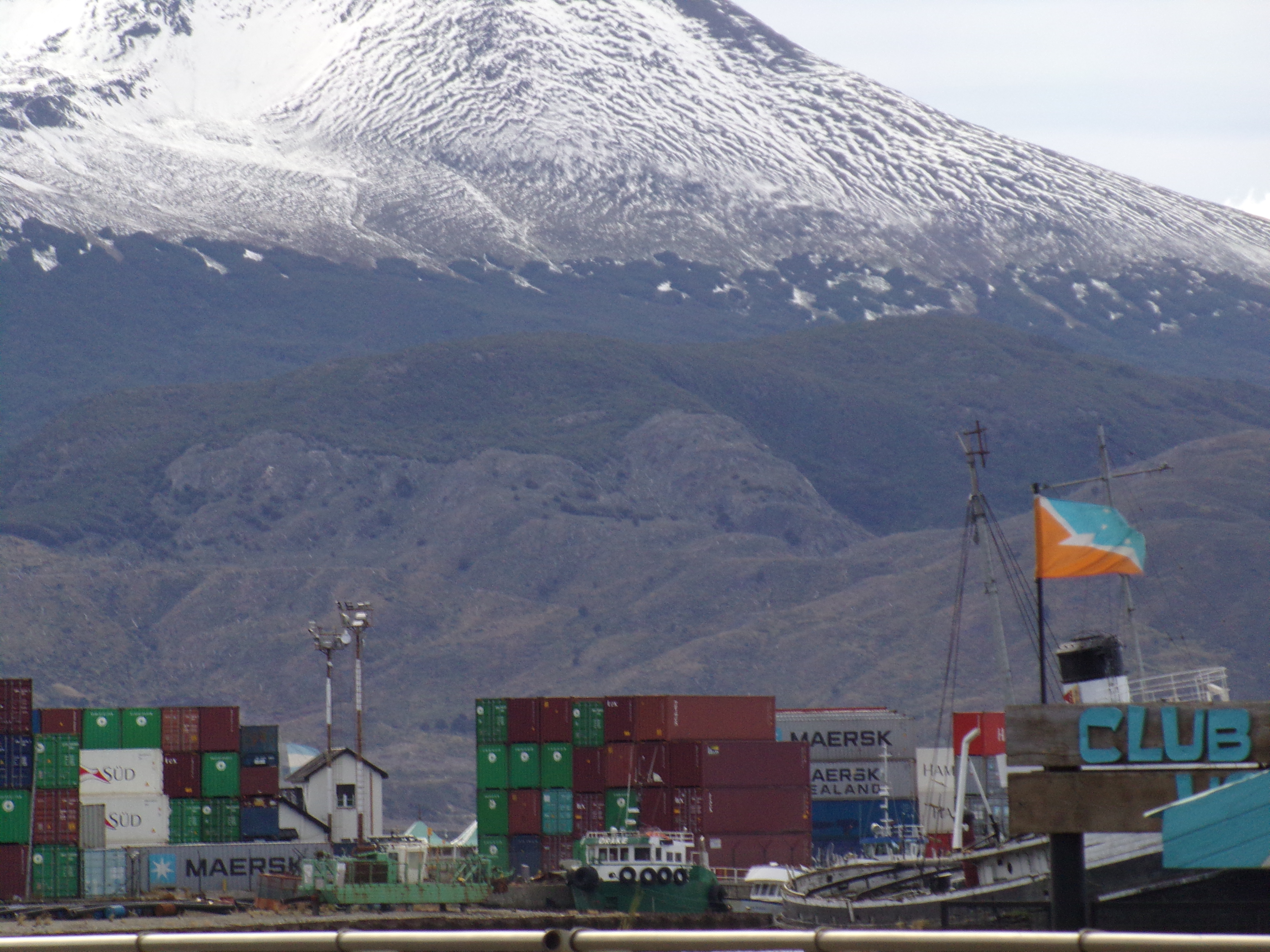
Bandera en el muelle náutico de Ushuaia.
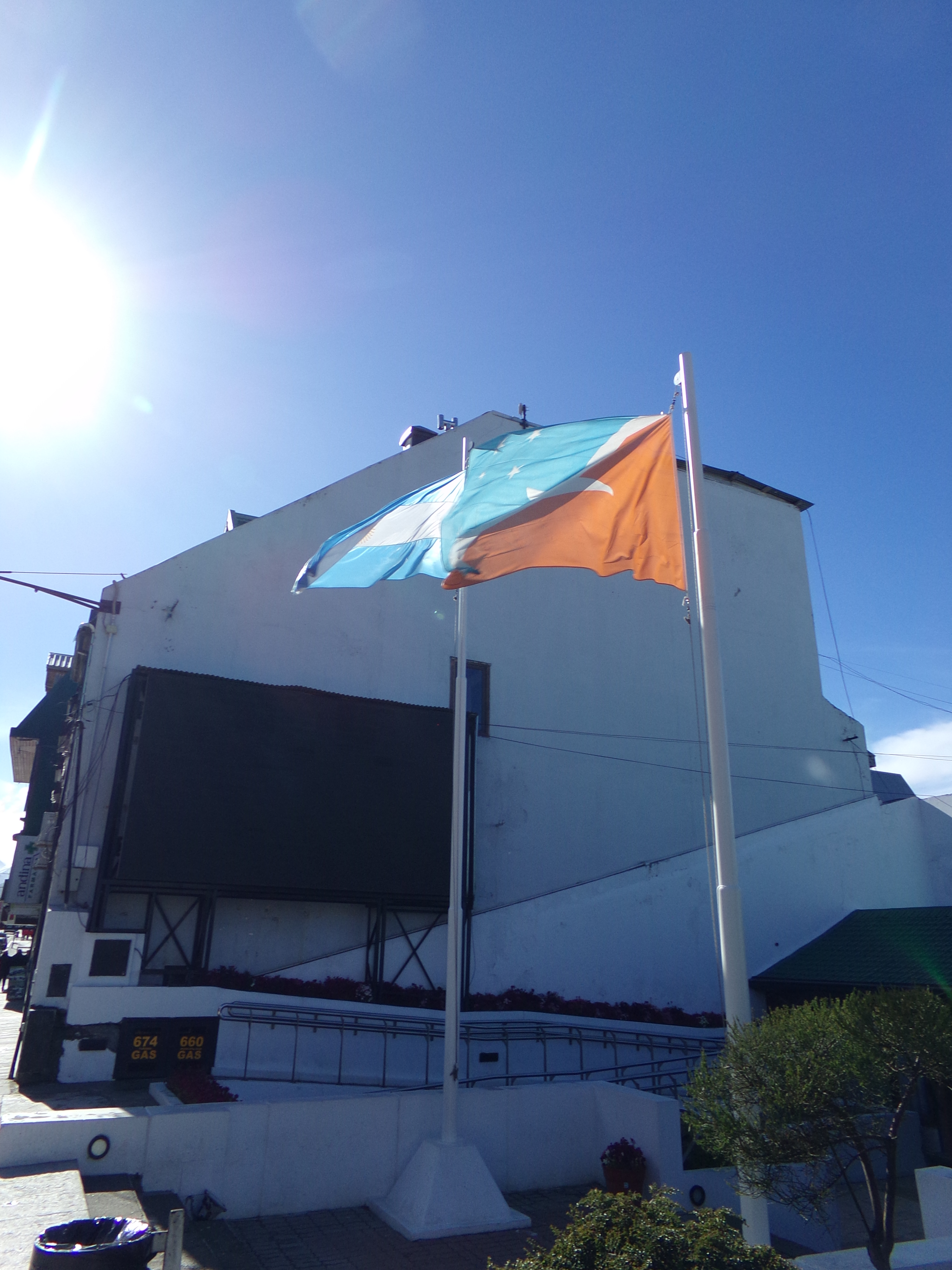
Bandera en la Municipalidad de Ushuaia.
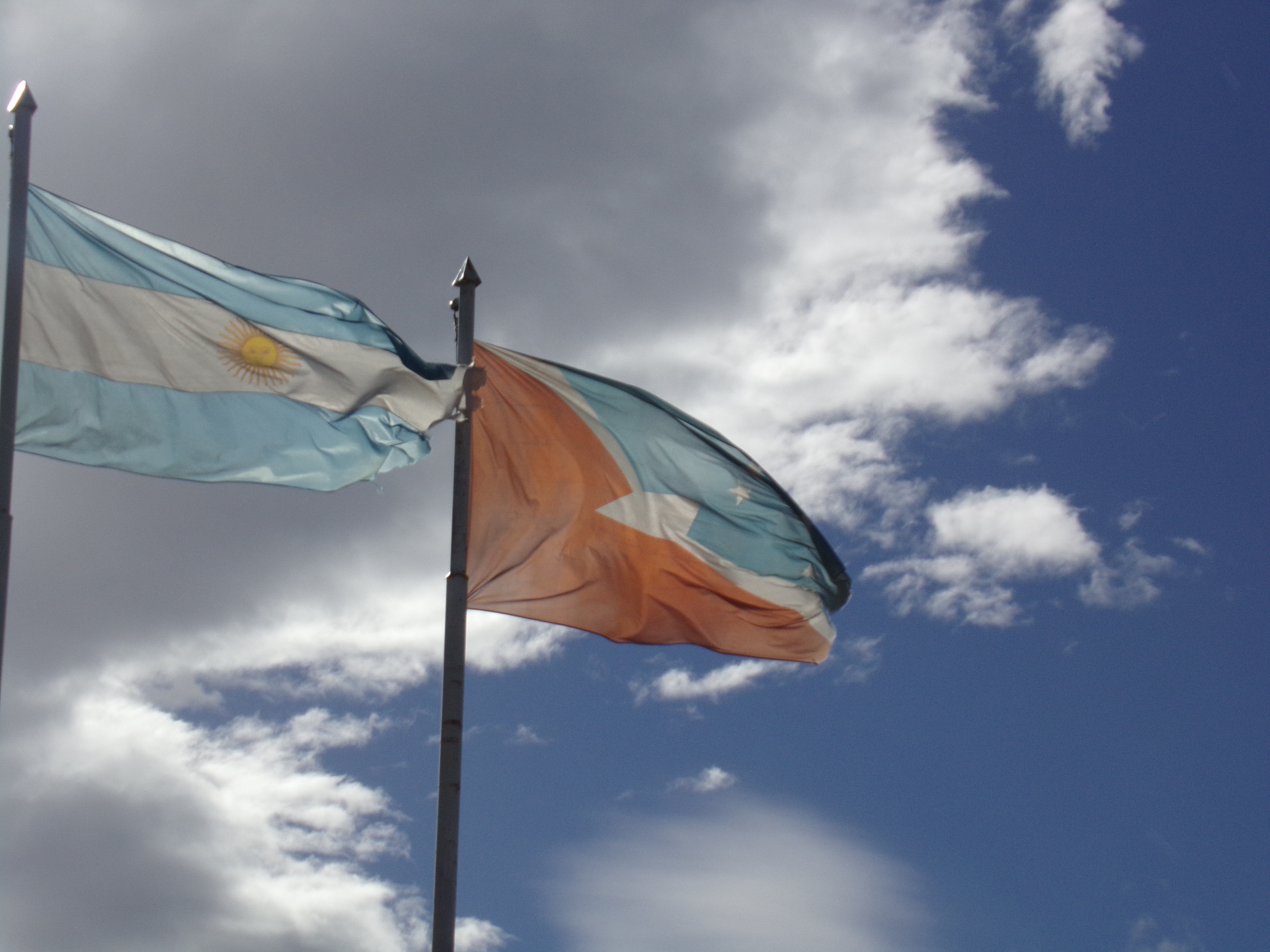
Junto a la bandera de Argentina.